# Acacius von Beröa
Acacius von Beröa (auch Akakios) (* um 322; † zwischen 432 und 437) war im vierten und fünften Jahrhundert Bischof von Beröa in Syrien.
Über seine Jugend ist nicht viel bekannt. Als junger Mann lebte er im Kloster Gindanus bei Antiochien bei Antiochia. 377 wurde er nach Rom gesandt, um bei Papst Damasus I. gegen den Apollinarismus aufzutreten. Als Eusebius von Samosata 378 vom Exil zurückkehrte, weihte er Acacius zum Bischof von Beröa in Syrien (heute Aleppo). Er nahm als Bischof am ersten Konzil von Konstantinopel (381) teil.